# 宮子町
宮子町（みやこまち）は群馬県伊勢崎市の町名。郵便番号は372-0801。面積は2.79km2

## 地理
伊勢崎市の東部、宮郷地区に位置し、町内を東西に貫く群馬県道2号前橋館林線（駒形バイパス）沿道には商業施設が多数進出、市内有数の商業集積地域となっている。商業施設進出に併せて宅地開発も進んでおり、市内の地区では連取町、波志江町に次ぐ人口、世帯数を有する。

### 河川
- 広瀬川

## 世帯数と人口
2017年（平成29年）9月1日現在の世帯数と人口は以下の通りである。
| 町丁   | 世帯数    | 人口    |
| ------ | --------- | ------- |
| 宮子町 | 2,906世帯 | 6,435人 |

## 小・中学校の学区
市立小・中学校に通う場合、学区は以下の通りとなる。
| 番地 | 小学校               | 中学校               |
| ---- | -------------------- | -------------------- |
| 全域 | 伊勢崎市立宮郷小学校 | 伊勢崎市立宮郷中学校 |

## 交通

### 鉄道
- 地区内を鉄道路線は通っていない。最寄駅はJR両毛線駒形駅。

### バス
- 伊勢崎市コミュニティバスあおぞら
  - 東西シャトルバス
  - 中心市街地北巡回バス
  - 中心市街地南巡回バス
- 日本中央バス広瀬東善線
  - ベイシアモールいせさき~前橋駅~中央前橋駅~敷島公園バスターミナル

### 道路
県道
- 群馬県道2号前橋館林線（駒形バイパス）
- 群馬県道104号駒形柴町線

市道
- 伊勢崎市道北部環状線

自転車道
- 広瀬川サイクリングロード

## 施設
公共施設
- 伊勢崎市竜宮浄水場
- 伊勢崎市民サービスセンター宮子

レジャー施設
- 伊勢崎オートレース場
- MOVIX伊勢崎（2019年2月28日移転のため閉館）

ショッピングセンター
- スーパーモールいせさき
- ハイパーモールメルクス

スーパーマーケット
- ベイシア西部モール店
- とりせんメルクス伊勢崎店

ホームセンター、ディスカウントストア
- カインズホーム伊勢崎店
- Mr MAX伊勢崎店

家電量販店
- ケーズデンキ伊勢崎本店
- ベイシア電器伊勢崎店

## 史跡
- 宮子神社
- 竜神宮（竜宮伝説）